# BAP Dos de Mayo (SS-41)
El BAP “Dos de Mayo” (SS-41), llamado inicialmente BAP “Lobo” (S-41), fue un submarino ordenado por la Marina de Guerra del Perú a la The Electric Boat Company. Fue nombrado Dos de Mayo en honor a la victoria en el combate del mismo nombre, librado en el Callao en 1866, durante la guerra hispano-sudamericana.

## Contexto histórico
Tras la Segunda Guerra Mundial, la Kriegmarine alemana había demostrado que los submarinos podían tener un efecto devastador sobre la armada de un país (tal como sucedió en la batalla del Atlántico). Antes del uso de radar y el sónar, la Royal Navy estaba indefensa en el mar.
Mientras tanto, la Marina peruana tenía unidades obsoletas. Los submarinos R ya habían cumplido su vida útil. Por lo tanto, el gobierno de ese país autorizó la compra de dos submarinos a la misma compañía que construyó a los R: el Lobo y el Tiburón.

## Construcción y llegada al Perú
El contrato entre la Marina peruana y la The Electric Boat Company fue firmado el 2 de julio de 1951 y establecía la construcción en el astillero de Grotton, Connecticut de dos submarinos diseño 231-EA. Se estableció que el Perú debía suministrar el sistema de control de tiro al astillero, ya que por ser propiedad de la Marina norteamericana, era este país quien debía obtenerlos y entregarlos a la casa constructora. 
Estos sistemas y equipos fueron el del control de tiro, incluyendo el TDC, solucionador de ángulos, el DRT, el DRA, sonares, periscopios, radares, cañón, torpedos, armas cortas, etc. Igualmente este contrato estableció los cronogramas para la entrega de los buques estipulándose el 1 de marzo de 1954 el primer submarino y el 1 de junio de 1954 el segundo.
El Lobo fue botado el 6 de febrero de 1954. Tras concluir las pruebas, zarpó junto al Tiburón al Callao. Arribaron al puerto de Ancón el 19 de julio embarcándose el presidente del Perú Manuel A. Odría para su travesía final hasta el Callao, habiendo sido escoltado por los submarinos R.

## Cambio de nombre y baja
A partir de 1959 se inician las operaciones UNITAS de defensa hemisférica que consisten básicamente en ejercicios de guerra antisubmarina. En 1960, los submarinos cambiaron de nombre: el Lobo pasó a llamarse Dos de Mayo.
En los años 60 los submarinos de la Marina peruana cambiaron sus baterías en Key West, Florida, hecho que se repite posteriormente como recorrido integral en los astilleros fabricantes. 
Finalmente, tras 45 años de servicio, el Dos de Mayo fue dado de baja.

### Buques de la clase
• Abtao
• Angamos
• Iquique